# Pomnik Wdzięczności Armii Czerwonej w Toruniu

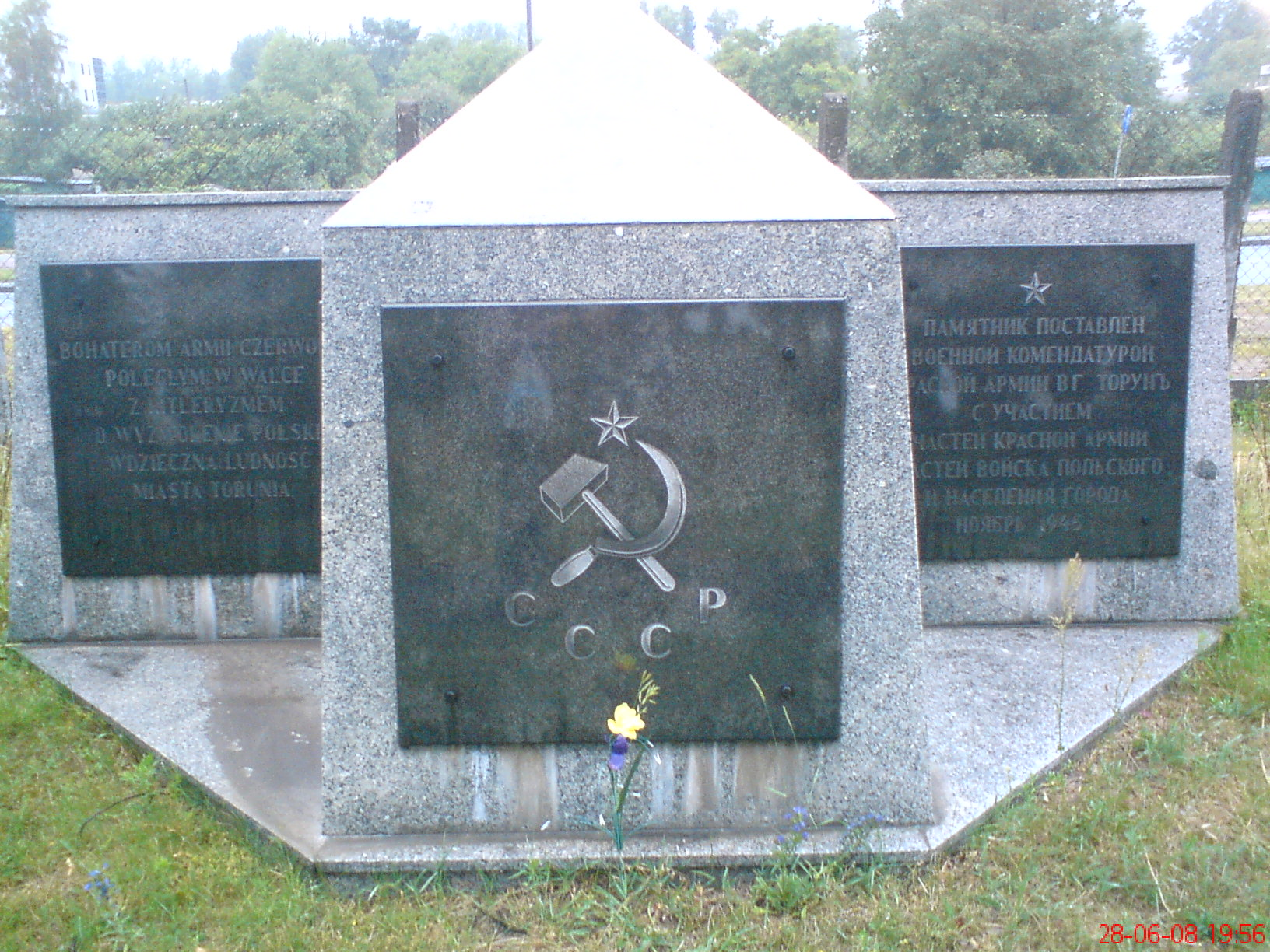
Tablice z pomnika na Cmentarzu Komunalnym nr 2 im. Ofiar II Wojny Światowej

Pomnik Wdzięczności Armii Czerwonej – nieistniejący obecnie pomnik, znajdujący się na skwerze pomiędzy ul. Wały gen. Sikorskiego a Muzeum Etnograficznym. Był to betonowy obelisk mierzący 12 m wysokości. Na jej szczycie znajdowała się pięcioramienna gwiazda. Na głównym monumencie umieszczono pięć tablic, na których oddano hołd żołnierzom Armii Czerwonej. Autorem pomnika był mistrz kamieniarsko-rzeźbiarski Bernard Trenk. Pomnik odsłonięto 9 maja 1946 roku, na miejscu, gdzie pochowano w prowizorycznych grobach około 300 żołnierzy radzieckich (ciała ekshumowano dwa lata później). 12 marca 1997 roku Rada Miasta Torunia zdecydowała się na przeniesienie niektórych elementów pomnika żołnierzy radzieckich na cmentarz i rozebranie całego monumentu. W maju 1997 roku tablice wymontowano i przeniesiono na cmentarz przy ul. Grudziądzkiej. W lipcu 1997 roku pomnik pocięto na kawałki. Likwidacji pomnika sprzeciwiali się ambasadorowie Rosji, Białorusi i Ukrainy oraz środowiska lewicowe. 
W kwietniu 2023 na miejscu dawnego pomnika posadzono Dęby Pamięci upamiętniające ofiary zbrodni katyńskiej związane z Pomorzem i Kujawami.